# Nothing Can Stop Us
Nothing Can Stop Us è una compilation del cantante e polistrumentista inglese Robert Wyatt, pubblicata nel 1982 dall'etichetta indipendente Rough Trade Records. Raccoglie canzoni di lotta e di protesta registrate tra il 1980 ed il 1981, dopo l'adesione di Wyatt al Partito Comunista di Gran Bretagna, avvenuta nel 1979. Viene da alcuni considerato il miglior album di canzoni politiche di sempre.

## Premesse
A seguito dell'incidente che lo aveva paralizzato nel 1973 ed aveva pesantemente limitato la sua attività musicale, Wyatt ascoltava con assiduità la radio appassionandosi ai vari problemi del terzo mondo. Tra i vari motivi della svolta politico-musicale che lo fecero iscrivere al Partito Comunista, vi furono la rabbia dettata dall'attività colonialista della NATO, il protrarsi dell'apartheid in Sudafrica e la convinzione che la carica rivoluzionaria del rock stesse perdendo credibilità. Grande rabbia gli provocò anche la morte in un ospedale inglese dell'amico e grande artista nero sudafricano Mongezi Feza, che a detta di molti non fu curato come sarebbe stato curato un bianco.
L'ultimo lavoro di Wyatt dopo Ruth Is Stranger Than Richard del 1975, era stata la colonna sonora del film di Victor Schonfeld e Myriam Alaux The Animals Film, uscito nel 1981. Uscì dall'isolamento artistico grazie a Geoff Travis, il boss della Rough Trade Records, che lo scritturò per incidere alcune reinterpretazioni di canzoni di lotta, e sfruttare la popolarità che aveva ottenuto con alcuni 45 giri degli anni settanta. L'impegno politico dell'artista si era manifestato in precedenza con alcuni graffianti album, soprattutto in Little Red Record dei suoi Matching Mole, eseguito nel 1972.

## L'album
Nothing Can Stop Us è composto da quattro singoli e dai relativi lati B registrati tra il 1980 ed il 1981, nonché da altri due brani che Wyatt pubblica per la prima volta. La traccia Born Again Cretin è l'unica firmata dall'autore ed è una versione del brano suonato in precedenza agli studi della RAI a Roma in una serie di registrazioni che sarebbero state pubblicate nel 2009 nell'album Radio Experiment Rome, February 1981. In questo brano, il vocalizzo di Wyatt fa parte della sezione ritmica. La traccia Red Flag è una tradizionale canzone di lotta irlandese il cui testo fu scritto nel XIX secolo sull'aria della canzone tedesca O Tannenbaum, e diventata nel secolo successivo inno dei partiti laburisti britannico, irlandese e nordirlandese.
I singoli comprendono Arauco/Caimanera, rispettivamente una trascinante canzone tradizionale di Violeta Parra ed una reinterpretazione di Guantanamera, entrambe cantate in spagnolo. L'omaggio alla Russia comunista è rappresentato da Stalin Wasn't Stallin'/Stalingrad, il primo brano è un gospel a cappella, eseguito con l'aiuto di un coro e piccole percussioni, mentre il secondo è un racconto senza musica scritto e interpretato da Peter Blackman.
Il singolo At Last I Am Free/Strange Fruit comprende rispettivamente un brano degli Chic, interpretato da Wyatt con lunghe e lente note, ed il rifacimento della canzone di protesta Strange Fruit, già cantata da Billie Holiday, eseguita molto lenta in questo disco. L'ultimo singolo contiene l'accoppiata di Grass, brano del poeta Ivor Cutler cantato da Wyatt, con l'inno sindacale Trade Unions cantato da Abdus Salique. Queste ultime due canzoni sono suonate dal gruppo del Bangladesh Disharhi di Abdus Salique con l'uso di strumenti indiani, che conferiscono un'atmosfera mistica all'album. La copertina fu disegnata dalla moglie di Wyatt, Alfreda Benge.
Nelle edizioni del 1986, quella britannica in CD della Rough Trade (ROUGH 35 CD) e quella statunitense in vinile della Gramavision Records, venne inserita come bonus track Shipbuilding, appositamente scritta per Wyatt da Elvis Costello, che compare nella canzone cantando nel coro. Il brano, che nel 1982 aveva raggiunto il 36º posto nella classifica britannica dei 45 giri, fu tolto dall'album a partire dalle edizioni successive.
La canzone Born Again Cretin, pezzo di apertura dell'album, verrà rifatta nel 1998 da Almamegretta insieme a Dub Colossus, accompagnanti dalla cantante Julianna, e verrà inserita con il titolo Re-Born Again Cretin nella raccolta Robert Wyatt e Noi - The Different You, composta da brani di diversi autori italiani che con quest'album resero omaggio a Wyatt.

## Tracce
1. Born Again Cretin (Robert Wyatt) – 3:10
2. At Last I Am Free (Nile Rodgers, Bernard Edwards) – 4:17
3. Caimanera (Carlos Puebla, José Fernández) - 5:18
4. Grass (Ivor Cutler) – 2:39
5. Stalin Wasn't Stallin' (Willie Johnson) – 3:22
6. Red Flag (Jim Connell, Ernst Anschütz) – 3:09
7. Strange Fruit (Lewis Allan)– 3:37
8. Arauco (Violeta Parra) – 4:35
9. Trade Union  (Abdus Salique) – 3:44
10. Stalingrad  (Peter Blackman) – 5:46

### Bonus track
Solo per le edizioni del 1986 della Rough Records e della Gramavision:
- Shipbuilding (Elvis Costello) - 3:06 (Bonus track)

## Artisti
- Robert Wyatt: voce e strumenti vari
- Mogotsi Mothle: contrabbasso in At Last I Am Free e Strange Fruit
- Frank Roberts: tastiere in At Last I Am Free e Strange Fruit
- Bill MacCormick: basso in Caimanera e Arauco
- Harry Beckett: flicorno soprano in Caimanera
- Disharhi (gruppo del Bangladesh)
  - Abdus Salique: voce in Trade Union
  - Kadir Durvesh: shanai in Grass e Trade Union
  - Esmail Shek: tabla in Grass e Trade Union
- Peter Blackman: voce in Stalingrad
- Elvis Costello: coro in Shipbuilding
- Mark Bedders: contrabbasso in Shipbuilding
- Martin Hughes: batteria in Shipbuilding
- Clive Langer: organo in Shipbuilding
- Steve Nieve: pianoforte in Shipbuilding